# Jean-Pierre Moulin (écrivain)
Pour les articles homonymes, voir Jean-Pierre Moulin et Moulin (homonymie).
Ne doit pas être confondu avec l'acteur Jean-Pierre Moulin
Jean-Pierre Moulin, né à Lausanne le 11 janvier 1922 et mort à Paris le 8 décembre 2023, est un écrivain, journaliste, chansonnier, parolier, auteur dramatique et bellettrien suisse.

## Biographie
Jean-Pierre Moulin naît le 11 janvier 1922, à Lausanne dans le quartier du Valentin  proche du centre. Bien plus tard, il adhère à la société étudiante de Belles-Lettres en 1942, puis, émigré à Paris en 1946, travaille comme journaliste : d'abord, avec son ami André Gorz, à Paris-Presse-l’Intransigeant, puis comme correspondant pour la Gazette de Lausanne, La Tribune-Le Matin et pour la Radio suisse romande (RSR). 
Son œuvre littéraire comprend trois romans : Retourne-toi sur l'ange, Renata nue, L'amant américain et le recueil Tribulations amoureuses et autres nouvelles.
Jean-Pierre Moulin crée quelques spectacles avec Charles Apothéloz, Franck Jotterand et sa sœur Béatrice. La troupe est repérée par Jacques Canetti qui les engage au cabaret parisien Les Trois Baudets, tout en lançant la carrière de parolier de Jean-Pierre Moulin. Il est « l’ami lausannois » de Léo Ferré, Jacques  Brel, Georges Brassens ou Guy Béart. Il est également parolier auteur de textes de chansons pour Béatrice Moulin, Serge Reggiani, Sacha Distel, Félix Marten, Edith Piaf (qui le surnomme « le petit Suisse ») pour laquelle il écrit C’est un homme terrible ou encore pour Philippe Clay pour lequel il écrit Le chanteur de Charleston, qui remporte un grand succès.
En 1997, Jean-Pierre Moulin édite un recueil d'essais qui rend hommage à Franck Jotterand, Présence de Franck (1997). Traducteur de John Mc Phee avec Béatrice Moulin, Jean-Pierre Moulin est également producteur d'émissions de radio et de télévision.
En 2011, il apparaît dans le documentaire Le Cinéma de Boris Vian pour évoquer les projets non aboutis de Boris Vian dans ce domaine.
Jean-Pierre Moulin meurt à Paris le 8 décembre 2023 à l'âge de 101 ans.

## Œuvre
- Jean-Pierre Moulin, Une histoire de la chanson française : des troubadours au rap, Cabédita éditeurs (Collection histoire vivante), 2007  (ISBN 2882954093).